# Інтернаціональне (Кабардино-Балкарія)
Інтернаціональне (рос. Интернациональное) — село у Терському районі Кабардино-Балкарії Російської Федерації.
Орган місцевого самоврядування — сільське поселення Інтернаціональне. Населення становить 466 осіб.

## Історія
Згідно із законом від 27 лютого 2005 року органом місцевого самоврядування є сільське поселення Інтернаціональне.

## Населення
| 2002 | 2010 | 2012 | 2013 | 2014 | 2015 | 2016 |
| ---- | ---- | ---- | ---- | ---- | ---- | ---- |
| 442  | ↗466 | ↘451 | ↘439 | ↘406 | ↘371 | ↘345 |
| 2017 | 2018 | 2019 | 2020 |      |      |      |
| ↘315 | ↘302 | ↗305 | ↗322 |      |      |      |